# Fayette County (Indiana)
Fayette County is een county in de Amerikaanse staat Indiana.
De county heeft een landoppervlakte van 557 km² en telt 25.588 inwoners (volkstelling 2000). De hoofdplaats is Connersville.

## Bevolkingsontwikkeling

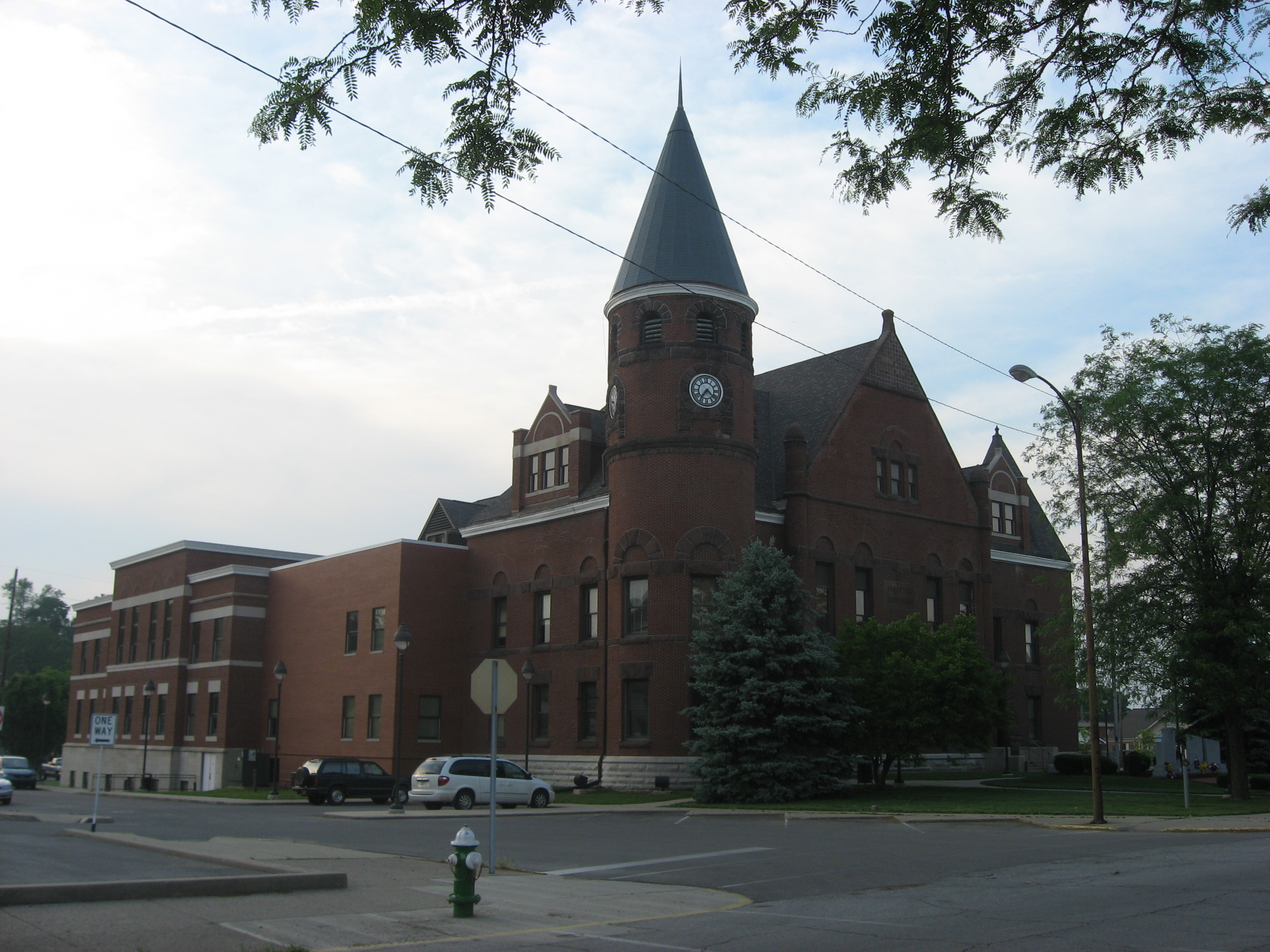
Fayette County Courthouse